# Първа латинска война
Първа латинска война (498 – 493 пр.н.е.) е между латините и Римската република.
Латинският съюз е основан през 6 век пр.н.е. Той е съюз между около 30 града, села и племена на Апенинския полуостров. Около 498 пр.н.е. съюзът има война с Римската република.
С Битката при Регилското езеро при Лаго Реджило през 493 пр.н.е. войната свършва с мирен договор (Foedus Cassianum), с който двете страни се съюзяват.
Втората латинска война се състои между 340 – 338 пр.н.е.